# 鼻和郡
鼻和郡（はなわぐん、はなわのこおり）は、かつて陸奥国の津軽半島南部からその南方の岩木川左岸地域に存在した郡である。

## 沿革
かつて奥六郡の北には郡は置かれなかったが、延久蝦夷合戦の結果、糠部郡、鹿角郡、比内郡、平賀郡、鼻和郡、田舎郡が建郡された。建郡の時期は文献がないため不明だが、清原真衡の時代という説と藤原清衡の時代（奥州藤原氏）という説がある。
江戸時代前期の寛文年間には平賀郡および田舎郡と同じく、津軽郡の一部となる。